# Formmesstechnik
Formmesstechnik ist Teil der Fertigungsmesstechnik, bei der die Form eines Werkstücks geprüft wird (im Gegensatz zur Koordinatenmesstechnik), zum Beispiel die Rundheit einer zylindrischen Bohrung.
Typischerweise wird vom Konstrukteur einer Maschine in der Konstruktionszeichnung eine Vielzahl von Formtoleranzen vorgegeben, die mit einem Formmessgerät (Formtester) geprüft werden können.